# George Cosmatos
Pour les articles homonymes, voir Cosmatos.
George Pan Cosmatos dit George Cosmatos, né le 4 janvier 1941 à Florence (Italie) et mort le 19 avril 2005 à Victoria (Colombie-Britannique), est un réalisateur et scénariste grec.

## Biographie

### Naissance et origines
George Cosmatos, né d'une famille grecque à Florence, en Italie, grandit en Égypte et à Chypre. Il parle six langues.

### Carrière
Après avoir étudié à la London Film School, il devient directeur adjoint d'Otto Preminger sur Exodus (1960), tiré du roman de Leon Uris sur la naissance d'Israël. Par la suite, il travaille au film Zorba le Grec (1964), dans lequel il tient un petit rôle. 
Cosmatos rencontre le succès en dirigeant, en Italie, le film SS Représailles (1973). Mettant en vedette Marcello Mastroianni et Richard Burton, le film évoque une histoire vraie, celle d'un massacre commis à Rome par les nazis à la fin de la guerre. Par la suite, il écrit et réalise Le Pont de Cassandra (1976), un film catastrophe produit par Carlo Ponti et doté d'une distribution impressionnante, dont font partie Sophia Loren, Burt Lancaster, Richard Harris, Ava Gardner et même O. J. Simpson. En 1979, il réalise Bons baisers d'Athènes, un film d'aventures à la distribution prestigieuse. 
Il fait ses débuts de réalisateur en Amérique du nord avec le film d'horreur canadien D'origine inconnue. En 1986, il dirige Sylvester Stallone dans Rambo 2 : La Mission. Malgré des critiques tièdes, le film est un succès au box-office. Cosmatos et Stallone se retrouvent l'année suivante pour le drame policier Cobra. Attaqué en raison de sa grande violence, Cobra n'en est pas moins, lui aussi, un succès commercial. En 1989, il dirige le film d'horreur Leviathan, avec Peter Weller, Richard Crenna, Ernie Hudson et Amanda Pays et avec des effets spéciaux conçus par Stan Winston.
À la fin de sa carrière, Cosmatos reçoit plus d'éloges pour Tombstone, un western de 1993 sur Doc Holliday et Wyatt Earp. Le film est particulièrement apprécié pour la performance exceptionnelle de Val Kilmer en tant que Doc Holliday. Kurt Russell, qui joue Wyatt Earp, a déclaré que Stallone lui a recommandé Cosmatos après le retrait du premier réalisateur, Kevin Jarre, mais Cosmatos avait également travaillé avec le producteur exécutif de Tombstone Andrew G. Vajna avant Rambo 2 : La Mission.
Cosmatos conclut sa carrière avec le drame d'espionnage Haute Trahison.

### Vie privée
Il habitait à Victoria, en Colombie-Britannique, jusqu'à sa mort d'un cancer du poumon à l'âge de 64 ans.
En dehors de sa carrière cinématographique, Cosmatos était un grand collectionneur d'autographes (et ami de l'expert international Renato Saggiori) ainsi que de livres rares, axés principalement sur la littérature anglaise du XIXe au XXe siècle, et d'œuvres autographiées et dédicacées. Sa bibliothèque a été vendue par Sotheby's.
Son fils, Panos Cosmatos, a dirigé indépendamment un film surréaliste Beyond the Black Rainbow, qu'il dit avoir financé principalement par les revenus du film Tombstone réalisé par son père en 1993.

## Filmographie

### En tant que réalisateur
- 1971 : Le Péché (The Beloved)
- 1973 : SS Représailles (Rappresaglia)
- 1976 : Le Pont de Cassandra (The Cassandra crossing)
- 1979 : Bons Baisers d'Athènes (Escape to Athena)
- 1983 : D'origine inconnue (Of unknown origin)
- 1985 : Rambo 2 : La Mission (Rambo: First blood part II)
- 1986 : Cobra
- 1989 : Leviathan
- 1993 : Tombstone
- 1997 : Haute Trahison (Shadow conspiracy)

### En tant que scénariste
- 1977 : Le Pont de Cassandra (The Cassandra Crossing), de George Pan Cosmatos

### En tant qu’acteur
- 1964 : Zorba le Grec (Zorba the Greek) de Michael Cacoyannis : l'enfant acnéique